# Trichostomum ellipticum
Trichostomum ellipticum là một loài rêu trong họ Pottiaceae. Loài này được (Turner) D. Mohr mô tả khoa học đầu tiên năm 1806.